# Rosie Malek-Yonan
Rosie Malek-Yonan (Siríaco: ܪܘܙܝ ܡܠܟ ܝܘܢܢ; persa: رزی ملک یونان, Teherán, 4 de julio de 1965) actriz, directora teatral, escritora y activista asiria afincada en Estados Unidos.

## Biografía
Nacida en Irán, es descendiente de una de las más prominentes familias asirias y sus raíces se remontan a más de 11 siglos. La familia Malek es originaria de Geogtapah, Urmi (o Urmia), al noroeste de Irán. Sus padres fueron importantes activistas de la causa asiria, y se establecieron con ella y con su hermana en Estados Unidos. 
Estudió piano desde los cuatro años matriculándose en el Conservatorio de Teherán y llegando a ganar varios certámenes en Irán. Más tarde, se licenció en inglés en la Universidad de Cambridge, y piano clásico con Saul Joseph en el Conservatorio de Música de San Francisco e interpretación con Ray Reinhardt en el American Conservatory Theatre. 
Debutó como actriz televisiva en 1982 en Dinastía, es miembro fundador de la Assyrian Cultural and Arts Society y ha sido galardonada varias veces por su labor activista. 
En 2009, fue proclamada embajadora de la asociación sueca Asirios Sin Fronteras y ha sido lectora en varias universidades. Ha actuado en varias películas, series de televisión y obras teatrales, donde también ha sido directora. 

## Filmografía

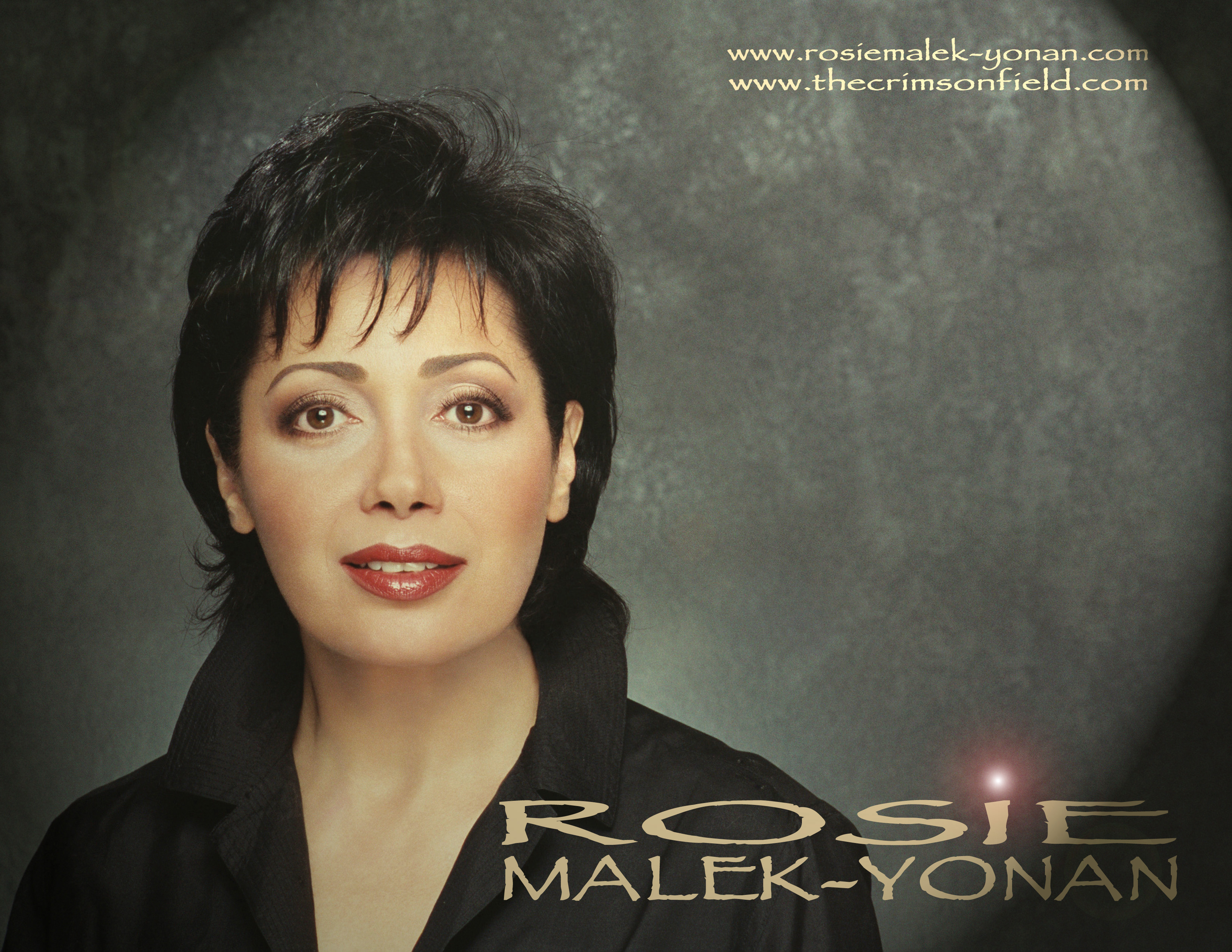

- Olives for Breakfast (1980s) - de Nilgun Tölken
- Walking Among Angels (1980s) - de Alexandria Dante
- Separate Rooms (1990) - de G. Tempert
- Up Close And Personal (1996) - de Jon Avnet
- For Goodness Sake II (1996) - de Trey Parker
- Anniversary (2002) de Shammi Samano
- Animal Stories (2005) – de Shammi Samano
- Rendition (2007) de Gavin Hood

## TV
- Dinastía ("The Search") (1982)

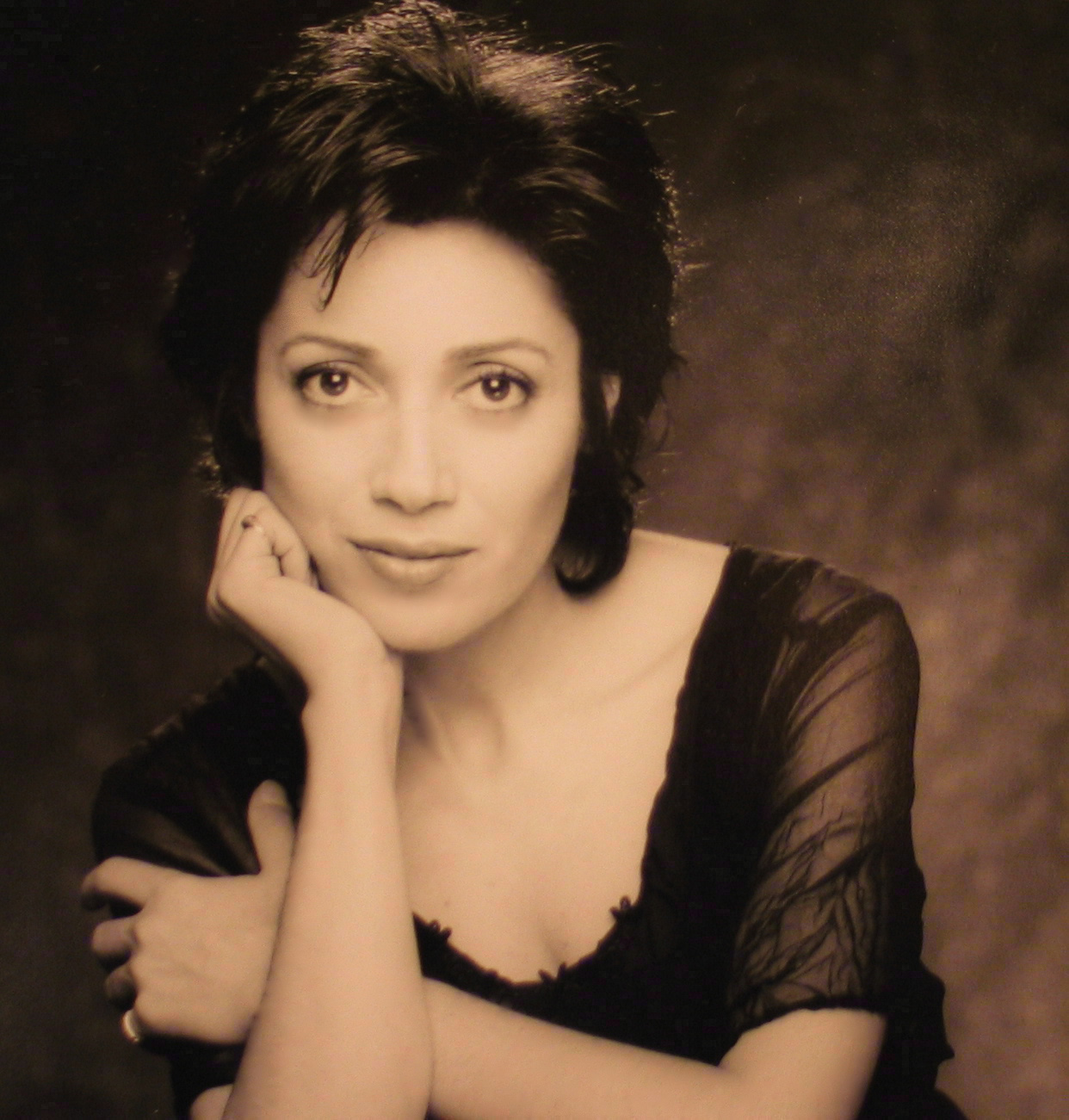
Rosie Malek-Yonan

- Murder, She Wrote ("Appointment in Athens") (1989)
- Cop Rock ("Bang the Potts Slowly") (1990)
- Lethal Charm aka Her Wicked Ways ("MOW") (1991)
- NYPD Blue ("Curt Russell") (1995)
- Babylon 5 ("Confessions and Lamentations") (1995)
- Chicago Hope ("Last One Out, Get the Lights") (1996)
- The Visitor ("The Black Box") (1997)
- Diagnosis: Murder ("In Defense of Murder") (1997)
- Beverly Hills, 90210 ("Budget Cuts") (1998)
- Profiler ("Victims of Victims") (1998)
- Seinfeld ("The Strongbox") (1998)
- ST. Michael's Crossing ("CBS Pilot") (1999)
- Melrose Place ("Asses to Ashes") (1999)
- Entertainment Tonight (1999)
- The Practice ("Checkmates") (2000)
- Three Sisters ("Pilot") ("NBC Pilot") (2001)
- CSI: Miami ("Camp Fear") (2002
- JAG ("In Country") (2002)
- JAG ("Lawyers, Guns and Money") (2003)
- Life ("A Civil War") (2007)
- ER ("Family Business") (2007)
- Eli Stone (Happy Birthday Nate) (2008)
- General Hospital (2008)